# Conférence mondiale sur la population
La Conférence mondiale sur la population de 1927 a été organisée par la Société des  Nations pour réunir les plus grands experts de démographie et confronter leurs points de vue sur la surpopulation et ses corollaires : la sous-alimentation, la fertilité, les courants migratoires. Elle s'est réunie dans la Salle Centrale, à Genève, entre le 29 août et le 3 septembre 1927. Les débats ont été présidés de bout en bout par Bernard Mallet (en), assisté de William H. Welch.

## Les débats
C'était une conférence vraiment internationale, dans la mesure où elle réunit 123 délégués, d’Allemagne, d’Argentine, d’Autriche, de Belgique, du Brésil, du Chili, de Chine, du Danemark, d’Espagne, d’Estonie, de Finlande, de France, de Grande-Bretagne, de Grèce, des Pays-Bas, d’Inde, d’Italie, du Japon, de Norvège, du Pérou, de Pologne, de Siam, de l’Union Soviétique, de Suède, de Suisse, de Tchécoslovaquie et des États-Unis. Chaque session comportait des conférences suivies de débats ; les sujets allaient de la biologie à la croissance démographique en passant par la sous-alimentation des populations, la fertilité différentielle, la baisse du taux de natalité, les migrations internationales et les freins à l'immigration, l’hérédité et les épidémies.

## Conséquences
La Conférence mondiale sur la population eut le mérite d'attirer l'attention sur les problèmes de croissance démographique et enfanta de l’Union internationale pour l'étude scientifique de la population (UIESP). Le malthusien Charles Vickery Drysdale reconnut en tous cas que la conférence était « exempte de propagande » et que son « crédit scientifique a surpassé celui de toutes les conférences antérieures, elle a été d'un éclat inouï. Le seul fait que deux-cents personnes du plus haut renom en  biologie, économie et statistiques, que des sociologues, des hommes d'état et des médecins soient venus de tous les coins du monde pour se retrouver à Genève pour traiter de cette question, suffit à montrer qu'on ne peut l'ignorer et que les gouvernements de tous les pays devront l'affronter. » Les prises de position en faveur du planning familial irritèrent les représentants français, en butte à la transition démographique de leur pays. 
Une seconde Conférence mondiale sur la Population, financée par les Nations unies sera organisée en 1954 à Rome.

## Le rôle de Margaret Sanger
Margaret Sanger avait formé le projet de cette conférence mondiale et réuni pour cela un groupe de chercheurs au rang desquels Raymond Pearl, Edward Murray East et Clarence C. Little, chargés de mettre au point le programme et d'inviter d'autres chercheurs. Elle concéda qu'on n'y débattrait pas du contrôle des naissances, mais juste avant l'ouverture des débats, le président Bernard Mallet (en) raya du programme de la conférence son nom et celui des membres du bureau (entièrement féminin) que Sanger avait formé, sous prétexte qu'il n'était pas souhaitable de faire apparaître d'administratifs dans une plaquette à vocation scientifique. Sanger et ses collaboratrices quittèrent la conférence en signe de protestation, puis elle se reprit, estimant que la conférence était plus importante que son organisation : elle édita les actes de la conférence.